# Hermann Baier
Hermann Baier (* 18. Mai 1881 in Reute bei Meßkirch; † 27. April 1938 in Karlsruhe) war ein deutscher Historiker und Archivar. 

## Leben
Hermann Baier promovierte zum Dr. phil. Nach dem Studium war er zunächst ab 1906 als Hilfsarbeiter am Badischen Generallandesarchiv in Karlsruhe tätig. 1909 wurde er zum Archivassistenten ernannt und 1920 erfolgte seine Beförderung zum Archivrat. Vier Jahre später wurde er zum Oberarchivrat und 1928 zum Archivdirektor ernannt. In dieser Funktion leitete Hermann Baier bis zu seinem Tod 1938 das Badische Generallandesarchiv. Ferner war er ordentliches Mitglied der Oberrheinischen Historischen Kommission. Er publizierte mehrere Aufsätze zur Geschichte Badens, wobei er sich auf die Rechtsverhältnisse zwischen Staat und Kirche und die Säkularisation in Baden sowie die Auswanderung aus Baden nach Amerika, Russland und Polen spezialisiert hatte.

## Werke (Auswahl)
- Päpstliche Provisionen für niedere Pfründen bis zum Jahre 1304 (= Vorreformationsgeschichtliche Forschungen; 7), Münster i. W.: Aschendorff, 1911.
- mit anderen: Abhandlungen aus dem Gebiete der mittleren und neueren Geschichte und ihrer Hilfswissenschaften. Eine Festgabe zum 70. Geburtstag Geh. Rat Prof. Dr. Heinrich Finke, gewidmet von Schülern und Verehrern des In- u. Auslandes, Münster I. W.: Aschendorff, 1925.
- Zur Freiburger Erzbischofswahl von 1868, 1935.
- Untersuchungen zur Geschichte der Auswanderung in den Jahren 1712, 1737 und 1787, 1936.
- Die Bestände des Badischen Generallandesarchivs und ihre Bedeutung für die Familienforschung, in: Mein Heimatland 37 (1937), S. 276ff.

## Nachlass
Der wissenschaftliche Nachlass von Hermann Baier wird heute im Generallandesarchiv Karlsruhe verwaltet.